# Cap sur la gloire
 (août 2017).
Si vous disposez d'ouvrages ou d'articles de référence ou si vous connaissez des sites web de qualité traitant du thème abordé ici, merci de compléter l'article en donnant les références utiles à sa vérifiabilité et en les liant à la section « Notes et références ».

Cap sur la gloire (titre original : To Glory We Steer) est un roman écrit en 1968 par Alexander Kent. C'est avec ce roman que démarre la série « Capitaine Bolitho », qui s'imposa auprès de la critique. Alexandre Kent fut salué par le New York Times comme « le maître incontesté du roman d'aventures maritimes ».

## Résumé
Premier tome des aventures de Richard Bolitho.
Janvier 1782. Richard Bolitho reçoit l'ordre de conduire la Phalarope, frégate du roi d'Angleterre, dans la mer des Caraïbes, où la flotte française de l'amiral de Grasse prête main-forte aux corsaires de la révolution américaine. Ce devrait être un moment de fierté pour un si jeune capitaine, si l'équipage du navire, mené avec cruauté sous un précédent commandement, n'était au bord de la mutinerie...